# Patricio Artiagoitia
Patricio Valentín Artiagoitia Alti (Valparaíso, 6 de agosto de 1962) es un ingeniero, académico, empresario e investigador chileno, exvicepresidente ejecutivo de la estatal Empresa Nacional de Minería (Enami).
Nacido del matrimonio conformado por Patricio Artiagoitia y Ana María Alti, se formó en el Colegio de los Sagrados Corazones de Manquehue de la capital. Tras titularse como ingeniero civil industrial, se desempeñó como profesor en la Facultad de Economía de la Universidad de Chile y en distintos puestos gerenciales en varias instituciones financieras, entre las que figuran el Banco del Desarrollo, Banco Santander, Leasing Andino.
Más tarde asumiría como subgerente de administración y finanzas de la División El Teniente de Codelco-Chile, desde donde pasaría a la vicepresidencia ejecutiva de Enami.
Con la llegada al poder de Ricardo Lagos, en 2000, partió a Codelco como vicepresidente de administración y finanzas, responsabilidad que abandonó apenas siete meses después de asumir en medio de una polémica derivada del pago de millonarias indemnizaciones (en total 32,65 millones de pesos de la época en su beneficio).
Desde 2001 se desempeña como director ejecutivo de Novis, empresa que fundó ese año y que se dedica al outsourcing de SAP, con una filial en México, y en la que es socio de Sonda.
Ex democratacristiano, es hermano de José Luis, el llamado cura Jolo, y Roberto, cineasta conocido como el Rumpy.
Casado con María Paz Silva, es padre de cinco hijos.